# The Web of Death

The Web of Death est un film hongkongais réalisé par Chu Yuan, sorti en 1976 au cinéma.
Il reprend une partie de l'intrigue du film The Thundering Sword.

## Synopsis
Le 'clan des cinq venins', une organisation martiale ésotérique, veille sur une arme surpuissante baptisée "L'Araignée de la Mort', tellement dangereuse que seul son chef héréditaire en détient l'usage.
Des problèmes d'ordre conjugal et sentimental vont cependant perturber la routine du clan et troubler la quiétude du Wǔ lín (monde des arts martiaux).

## Fiche technique
- Titre : The Web of Death
- Réalisation : Chu Yuan
- Scénario : I Kuang
- Société de production : Shaw Brothers
- Pays d'origine : Hong Kong
- Format : Couleurs - 2,35:1 - Mono - 35 mm
- Genre : drame, arts martiaux, surnaturel
- Durée :
- Date de sortie : 1976

## Distribution
- Yueh Hua : Fei Ying Xiang, un justicier
- Lo Lieh : Liu Shen, un cadre du clan des cinq venins
- Ching Li : Hong Su-su, fille du chef du clan des cinq venins
- Ku Feng : maître Wenkong
- Wang Hsieh : monsieur Hong, chef du clan des cinq venins
- Yu Chien : épouse de monsieur Hong
- Ching Miao : Tian Suan
- Lily Li : Qiu-xin
- Ouyang Sha-fei : cheffe d'un des clans principaux
- Hsu Hsao-chiang : Qian-meng
- Corey Yuen : membre d'un clan
- Yuen Wah : membre du clan du feu sacré
- Tsang Choh-lam : membre d'un des clans principaux